# Hansjörg Dilger
Hansjörg Dilger (* 11. Juni 1968 in Ulm) ist Ethnologe und Professor für Sozial- und Kulturanthropologie an der Freien Universität Berlin. Seine Schwerpunkte liegen in den Bereichen Medizinethnologie und Religionsethnologie sowie in der Erforschung gegenwartsbezogener Transformations- und Globalisierungsprozesse im östlichen und südlichen Afrika. Auch hat er zu Migrations- und Fluchtdynamiken in Deutschland sowie zu Aspekten der Forschungsethik gearbeitet.

## Leben und Forschung
Hansjörg Dilger studierte Ethnologie, Afrikanistik und Anglistik an der Freien Universität Berlin und der Humboldt-Universität zu Berlin. 2004 promovierte er an der FU Berlin mit einer Arbeit zur Bedeutung und Neuaushandlung sozialer Beziehungen sowie zur Formierung moralischer Praxis im Kontext von HIV/AIDS-bezogenen Erkrankungen und Land-Stadt-Migration in Tansania. Zwischen 1999 und 2002 wurde er im Rahmen einer Wissenschaftlichen Mitarbeiterstelle der Deutschen Forschungsgemeinschaft gefördert. Er war zudem Stipendiat der Heinrich-Böll-Stiftung (1999) und Lehrbeauftragter am Institut für Ethnologie der FU Berlin (2003–2004).
Von 2005 bis 2007 war er als Assistant Professor (Schwerpunkt African Health and Society) an der University of Florida (Center for African Studies und Department of Anthropology) tätig, bevor er 2007 als Juniorprofessor (Schwerpunkt Religious Diversity in Transnational Contexts) an die Freie Universität Berlin zurückkehrte. 2013 wurde er hier zum Universitätsprofessor für Sozial- und Kulturanthropologie berufen. Im Jahr 2014 unterrichtete Dilger als Gastprofessor am Institut für Kultur- und Sozialanthropologie der Universität Wien; zudem war er Visiting Fellow am African Center for Migration & Society der University of the Witwatersrand in Johannesburg. 2015 war er Residential Fellow am Centro Incontri Humani in Ascona. Von 2015 bis 2019 war er Vorsitzender der Deutschen Gesellschaft für Sozial- und Kulturanthropologie – der ehemaligen Deutschen Gesellschaft für Völkerkunde, die 2017 bei ihrer Jahrestagung an der Freien Universität Berlin in Deutsche Gesellschaft für Sozial- und Kulturanthropologie umbenannt wurde.
Neben der Medizin- und Religionsethnologie liegen Dilgers Forschungsschwerpunkte im Bereich der Anthropologie der Moral und der (Forschungs-)Ethik, der transnationalen Mobilität und von Globalisierungsprozessen, sowie der Anthropologie der Bildung und des Lernens. In seinen medizinethnologischen Forschungen beleuchtete er, wie massive Erfahrungen von Krankheit und Tod im Kontext von HIV/AIDS zur Neuaushandlungen sozialer und familiärer Beziehungen ebenso wie von "traditionellen" Ritualen des Trauerns und der Bestattung führten.  Des Weiteren fokussierten seine Untersuchungen über Pfingstkirchen und Nicht-Regierungsorganisationen in Dar es Salaam Dynamiken der transnationalen Verflechtung und der Gemeinschaftsbildung sowie charismatische Heilungspraktiken und den Umgang mit multiplen Verständnissen von Krankheit und Gesundheit.
In seinen religionsethnologischen Forschungen beleuchtete Dilger Prozesse religiöser Institutionalisierung mit Blick auf  Bildungseinrichtungen der katholischen Kirche, muslimischer Reformorganisationen und einer neo-pentekostalen Kirche in Dar es Salaam. Er untersuchte den Zusammenhang zwischen dem Erlernen moralischer Werte und  dem Verkörpern sozio-religiöser Differenzen und situierte diese Prozesse vor dem Hintergrund der kolonialen und postkolonialen Geschichte christlich-muslimischer Beziehungen an der ostafrikanischen Küste.
An der Freien Universität Berlin ist Dilger Leiter der Arbeitsstelle  Medical Anthropology am Institut für Sozial- und Kulturanthropologie. Er leitete DFG-geförderte Projekte zum Phänomen "professioneller Patienten" und der Kommodifizierung von Gesundheit in Ägypten (2015-20), der medizinischen Migration nigerianischer Ärzte in die USA (2015-17), der Bioprospektion von Heilpflanzen und damit verbundenen Aushandlungen intellektueller Eigentumsrechte (2010-13) sowie zum Zusammenhang von Männlichkeit(en) und HIV/AIDS in Südafrika. Von 2010 bis 2012 untersuchte er im Rahmen eines Projekts der Fritz Thyssen Stiftung die mit der Einführung antiretroviraler Medikamente verbundenen Erfahrungen und Praktiken von Patienten und ihren Familien in Tansania.
Im Sonderforschungsbereich "Affective Societies: Dynamiken des Zusammenlebens in bewegten Welten" leitete Dilger von 2015 bis 2019 ein Teilprojekt zu verkörperten Emotionen und affektiver Zugehörigkeit in zwei religiösen Gemeinschaften im Migrationszusammenhang in Berlin. Seit 2019 untersucht dieses Teilprojekt affektive Dynamiken des Regierens religiöser Vielfalt und damit verbundener Prozesse der In- und Exklusion im urbanen Raum. Dilger koordiniert seit 2017 das DFG-geförderte Projekt "Religiöse Reformen, christliche und muslimische Entwicklungsorganisationen und die Neu-Formierung von Öffentlichkeit in Sub-Sahara Afrika" (in Zusammenarbeit mit der University of Cape Town, der University of Dar es Salaam und der SOAS University of London). Er ist auch Principal Investigator und Stellvertretender Direktor der Berlin Graduate School Muslim Cultures and Societies, die von 2007 bis 2018 durch die Exzellenzinitiative der DFG gefördert wurde.
Von 2004 bis 2010 war Dilger Vorsitzender der Arbeitsgruppe Medical Anthropology in der Deutschen Gesellschaft für Völkerkunde (seit 2017 Deutsche Gesellschaft für Sozial- und Kulturanthropologie). Er ist Co-Moderator des von der Arbeitsgruppe Medical Anthropology veröffentlichten Blogs Medizinethnologie: Körper, Gesundheit und Heilung in einer globalisierten Welt und seit 2019 Co-Vorsitzender des europäischen Netzwerks "Medical Anthropology Europe" innerhalb der European Association of Social Anthropologists. Seit 2015 ist er Redaktionsmitglied der Zeitschrift für Ethnologie.
Das von Hansjörg Dilger und Kristina Mashimi (ehem. Dohrn) geleitete, studentisch initiierte und in Zusammenarbeit mit der aktivistischen Gruppe International Women Space durchgeführte Forschungskollektiv "Frauen und Flucht in Berlin" wurde 2017 mit dem Margherita-von-Brentano-Preis der Freien Universität Berlin ausgezeichnet. Das im Anschluss an diesen Preis entstandene "Kollektiv Polylog" – ein Zusammenschluss von geflüchteten Frauen aus Syrien, dem Iran, dem Irak und Aserbaidschan; Studierenden und Lehrenden am Institut für Sozial- und Kulturanthropologie der Freien Universität Berlin sowie Mitgliedern des International Women Space – veröffentlichte 2019 das Buch "Das ist meine Geschichte: Frauen im Gespräch über Flucht und Ankommen". Dieses Buch dokumentiert sieben Gespräche, in denen sich Frauen in ihrer jeweiligen Muttersprache und in Deutsch über ihr Leben und die (Un)Möglichkeiten des Ankommens in Berlin unterhalten.

## Publikationen
- Leben mit Aids. Krankheit, Tod und soziale Beziehungen in Afrika. Eine Ethnographie. Campus, Frankfurt a. M. 2004, ISBN 3-593-37716-0.
- Als Herausgeber mit Ute Luig: Morality, Hope and Grief: Anthropologies of AIDS in Africa.  Berghahn Books, Oxford 2010, ISBN 978-1-84545-663-4.
- Als Herausgeber mit Bernhard Hadolt: Medizin im Kontext: Krankheit und Gesundheit in einer vernetzten Welt. Peter Lang Verlag, Frankfurt a. M. 2010, ISBN 978-3-631-57839-1.
- Als Herausgeber mit Abdoulaye Kane und Stacey Langwick: Medicine, Mobility, and Power in Global Africa: Transnational Health and Healing.  Indiana University Press, Bloomington 2012, ISBN 978-0-253-22368-5.
- Als Herausgeber mit Rijk van Dijk, Marian Burchardt und Thera Rasing: Religion and AIDS Treatment in Africa: Saving Souls, Prolonging Lives.  Ashgate, Surrey 2014, ISBN 978-1-4094-5669-8.
- Als Herausgeber mit Kristina Dohrn (und in Zusammenarbeit mit dem International Women Space): Living in Refugee Camps in Berlin: Women's Perspectives and Experiences. Weißensee Verlag, Berlin 2016, ISBN 978-3-89998-242-8.
- Mit Hella von Unger und Michael Schönhuth: Ethikbegutachtung in der sozial- und kulturwissenschaftlichen Forschung? Ein Debattenbeitrag aus soziologischer und ethnologischer Sicht. In: Forum Qualitative Sozialforschung 2016, 17 (3), Art. 20 (in deutscher und englischer Sprache) online.
- Als Mitglied des Kollektiv Polylog: Das ist meine Geschichte: Frauen im Gespräch über Flucht und Ankommen. Unrast Verlag, Münster 2019, ISBN 978-3-89771-255-3.
- Als Herausgeber mit Astrid Bochow, Marian Burchardt und Matthew Wilhelm-Solomon: Affective Trajectories: Religion and Emotion in African Cityscapes. Duke University Press, Durham 2020, ISBN 978-1478005490.
- Als Herausgeber mit Matthias Warstat: Umkämpfte Vielfalt: Affektive Dynamiken institutioneller Diversifizierung. Campus Verlag, Frankfurt a. M. 2021, ISBN 9783593514123.
- Learning Morality, Inequalities, and Faith. Christian and Muslim Schools in Tanzania. Cambridge University Press, Cambridge (The International African Library Series) 2021, ISBN  978-1316514221.